# Karl Eduard Friedrich Arning
Karl Eduard Friedrich Arning (10 de fevereiro de 1892 - 17 de novembro de 1964) foi um oficial alemão que serviu na  durante a Segunda Guerra Mundial. Foi condecorado com a Cruz de Cavaleiro da Cruz de Ferro.